# Какіїва Рейка
Какіїва Рейка  (яп. 垣岩令佳, 19 липня 1989) — японська бадмінтоністка, олімпійська медалістка.

## Виступи на Олімпіадах
| Олімпіада   | Дисципліна    | Місце |
| ----------- | ------------- | ----- |
| Лондон 2012 | парний розряд | 2     |